# Yinon Magal

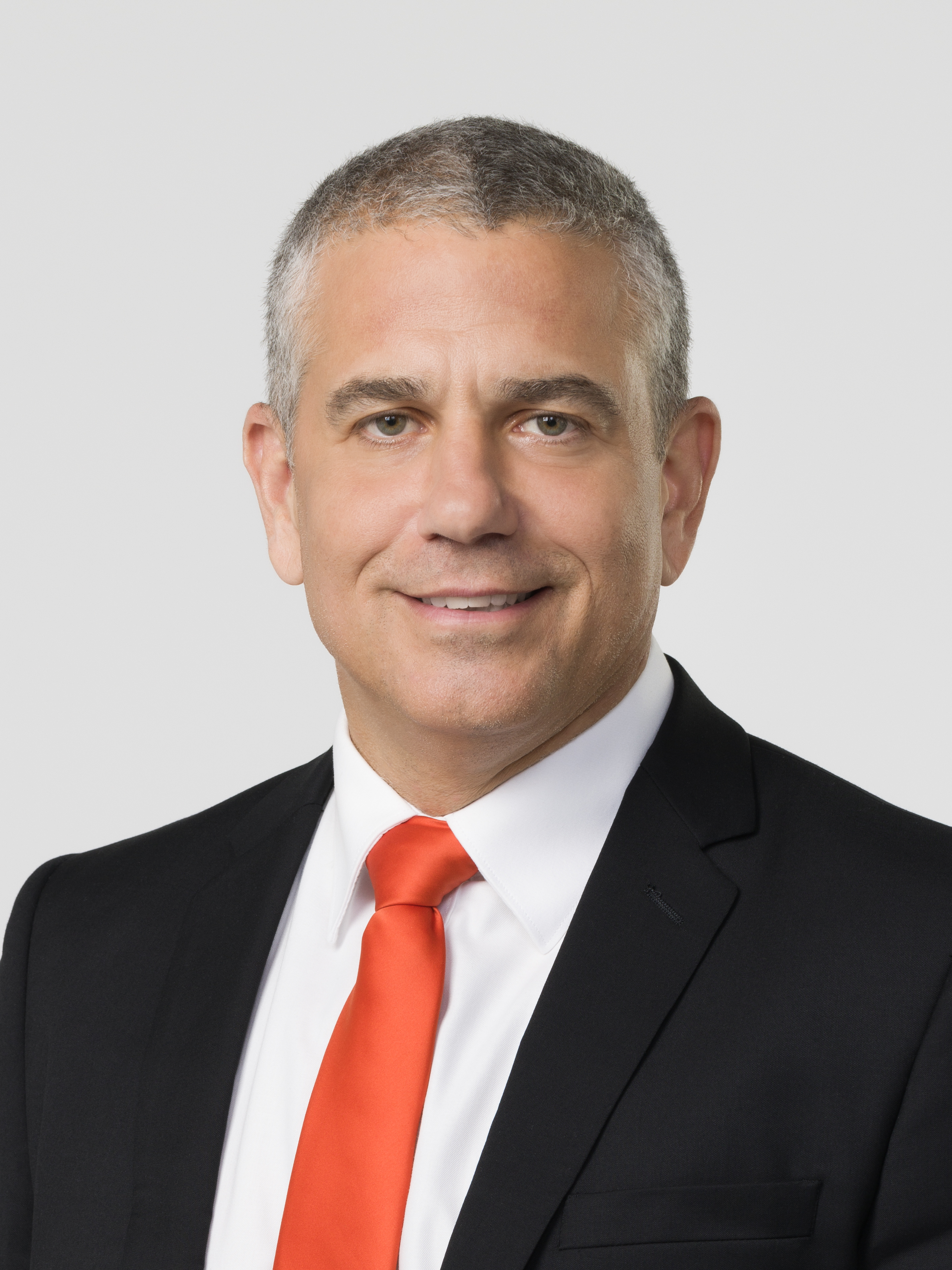
Yinon Magal

Yinon Magal (hebräisch ינון מגל; * 27. April 1969 in Bat Jam) ist ein israelischer Politiker der HaBajit haJehudi und Journalist.

## Leben
Während seines Militärdienstes war Magal in den Sajeret Matkal Einheiten zur Terrorismusbekämpfung tätig. Nach dem Ende seiner militärischen Laufbahn arbeitete er für Kol Israel, danach für den Radiosender Galei Zahal und darauf für den Radiosender Hadashot 10. Magal ist seit 2015 Abgeordneter in der Knesset; gleichzeitig moderiert er Sendungen des rechtsgerichteten Fernsehsenders »Achschaw 14« and des Senders »Radio 103FM«.
Magal ist verheiratet und hat vier Kinder.

## Positionen
Als bei einem israelischen Angriff auf eine improvisierte Zeltstadt in Rafah, die palästinensische Flüchtlinge aus anderen Teilen des Gazastreifens beherbergte, zumindest 35 Menschen getötet wurden, jubelten Magal und andere israelische Journalisten der rechtsextremen Medien über das Feuer und die Opfer; Magal verhöhnte die Getöteten und verglich die Flammen scherzhaft mit den Gedenkfeuern, die am jüdischen Feiertag Lag ba-Omer entzündet werden, der auf denselben Tag fiel, und wünschte den Opfern »Frohe Feiertage«.